# Ligidium tschatcalicum
Ligidium tschatcalicum là một loài chân đều trong họ Ligiidae. Loài này được Borutzkii miêu tả khoa học năm 1976.